# Heinrich Lorenz (Kapitän)
Heinrich Friedrich Lorenz (* 8. April 1898 in Bad Münster am Stein; † 14. Juli 1966 in Bad Münster am Stein, heute Stadtteil von Bad Kreuznach) war ein Kapitän des Norddeutschen Lloyds (NDL) in Bremen.

## Biografie
Lorenz war der Sohn von Friedrich Joachim Christian Lorenz und Margaretha Lorenz geb. Seibert. Er hatte die übliche Ausbildung für eine Laufbahn in der zivilen Seefahrt. Nach dem Besuch der Seefahrtsschule und dem Erwerb des nautischen Patents A6 fuhr er schon frühzeitig als Nautischer Offizier bei der Reederei Norddeutscher Lloyd. In den 1930er Jahren fuhr er als Offizier auf dem Passagierschiff Bremen. Im Zweiten Weltkrieg war er Marineoffizier. Mit seiner ersten Frau Alice June Lofland (1905–1970), einer US-amerikanischen Tänzerin aus Delaware, hatte er die Söhne Joachim (* 1934) und Manfred Philipp (1935–1992) sowie die Tochter Marita (1939–2019). Während des Zweiten Weltkriegs wurde Alice Lorenz wegen angeblicher Spionage für die Vereinigten Staaten verhaftet und mit Tochter Marita bis Kriegsende 1945 in ein Konzentrationslager gesperrt. 1946 wurde die Ehe geschieden. Nach dem Krieg musste Lorenz, wie viele Seeleute, zunächst an Land Beschäftigung finden, unter anderem durch die Beseitigung von Trümmern zerstörter Häuser in seinem Wohnort Bremerhaven oder als Mitarbeiter seiner zweiten Frau, einer amerikanischen Journalistin.
Ab 1948 war er wieder beim Lloyd und zwar als Kapitän eines Seebäderschiffes, der Wangerooge. Danach führte er den Stückgutfrachter Lahnstein, dann das Kühlschiff Lichtenstein. 1954 wurde er Kapitän des Passagierschiffes Berlin des NDL, eines Schiffes, das damals das Flaggschiff der bundesdeutschen Handelsflotte war. Die Berlin fuhr zwischen Bremerhaven und New York und auch Kanada, wurde aber auch für Kreuzfahrten eingesetzt. Welche Bedeutung die relativ kleine Berlin mit 18.600 BRT für Deutschlands Selbstwertgefühl hatte, zeigte der Besuch von Bundespräsident Theodor Heuss, Berlins Bürgermeister Willy Brandt und Wilhelm Kaisen als Präsident des Bremer Senats im Jahre 1958. Bei einer Kreuzfahrt im Jahr 1959 lernte Lorenz in Havanna Kubas Staatschef Fidel Castro kennen. Seine Tochter Marita Lorenz, die ihn begleitet hatte, berichtete später in einem Buch Lieber Fidel von der auch in der Presse kolportierten Romanze zwischen ihr und Castro. Das Berlin-Kommando hielt Lorenz bis 1959 inne.
Von 1959 bis 1960 führte er das Kommando auf dem neuen deutschen Flaggschiff, der fünften Bremen. Auch dieses 32.336 BRT große Schiff fuhr auf der Transatlantikroute und zuweilen als Kreuzfahrtschiff. 1960 schied er aus dem aktiven Dienst aus.

## Ehrungen
- 1961 war Lorenz Schaffer bei der traditionellen Bremer Schaffermahlzeit.
- Er wurde 1965 Ehrenbürger seiner Heimatgemeinde Bad Münster am Stein.[1]
- Sein Geburtshaus an der nach ihm benannten Straße Kapitän-Lorenz-Ufer in Bad Münster am Stein-Ebernburg wurde inzwischen abgerissen. Es wurde zuvor als Hotel Haus Lorenz betrieben.